# 9-та авіаційна дивізія (Третій Рейх)
9-та авіаційна дивізія (Третій Рейх) (нім. 9. Flieger-Division) — авіаційна дивізія повітряних сил нацистської Німеччини за часів Другої світової війни.

## Історія
9-та авіаційна дивізія Люфтваффе створена 1 лютого 1940 року на аеродромі Єфера наказом Рейхслюфтфарктміністерства (RLM) та була безпосередньо підпорядкована Верховному командуванню Люфтваффе. 23 травня 1940 року дивізія була підпорядкована 2-му повітряному флоту і в липні 1940 року переведена до Сустерберга. У листопаді 1940 року перетворена на IX повітряний корпус.
26 січня 1945 року вдруге сформована у Празі на чолі з оберстом Гайо Геррманном. Капітулювала із завершенням війни.

## Основні райони базування штабу 9-ї авіаційної дивізії
| Час                    | Місто      |
| ---------------------- | ---------- |
| 1 лютого — липень 1940 | Єфер       |
| липень — листопад 1940 | Сустерберг |

## Командування

### Командири
Перше формування
- генерал-майор Йоахім Келер (нім. Joachim Coeler) (1 лютого — листопад 1940)

Друге формування
- оберст Гайо Геррманн (нім. Hajo Herrmann) (26 січня — 8 травня 1945)

### Підпорядкованість
| Час                       | Командування флот   |
| ------------------------- | ------------------- |
| 1 лютого — 23 травня 1940 | ОКЛ                 |
| 23 травня — листопад 1940 | 2-й повітряний флот |

## Бойовий склад 9-ї авіаційної дивізії
- штаб 4-ї бомбардувальної ескадри «Генерал Вевер» (KG 4);
- I./4-ї бомбардувальної ескадри «Генерал Вевер» (I./KG 4);
- II./4-ї бомбардувальної ескадри «Генерал Вевер» (II./KG 4);
- III./4-ї бомбардувальної ескадри «Генерал Вевер» (III./KG 4);
- штаб 40-ї бомбардувальної ескадри (Stab/KG 40);
- I./40-ї бомбардувальної ескадри (I./KG 40);
- 100-та бомбардувальна група (Kampfgruppe 100).